# Floberget
Floberget är ett naturreservat i Ånge kommun i Västernorrlands län.
Området är naturskyddat sedan 2014 och är 273 hektar stort. Reservatet ligger i en sluttning och består av äldre granskog med inslag av lövträd.